# Alocasia ridleyi
Alocasia ridleyi är en kallaväxtart som beskrevs av Alistair Hay. Alocasia ridleyi ingår i släktet Alocasia och familjen kallaväxter. Inga underarter finns listade.